# 安迪基西拉沉船
35°53′23″N 23°18′28″E / 35.8897°N 23.3078°E
安迪基西拉沉船（希臘語：ναυάγιο των Αντικυθήρων）是1900年一些采集海绵的渔民在希腊安迪基西拉岛附近海域发现的沉船，该船的年份可追溯至公元前一世纪。
在沉船里发现了很多公元前4世纪以来的雕塑、硬币及其他物件，当中有安迪基西拉青年雕塑，以及据认为是世界上最早的已知模拟计算机——安迪基西拉机械装置严重腐蚀的残留部件。这些古老的物件、艺术品及沉船的部分现今在雅典國家考古博物館展示。

## 图集

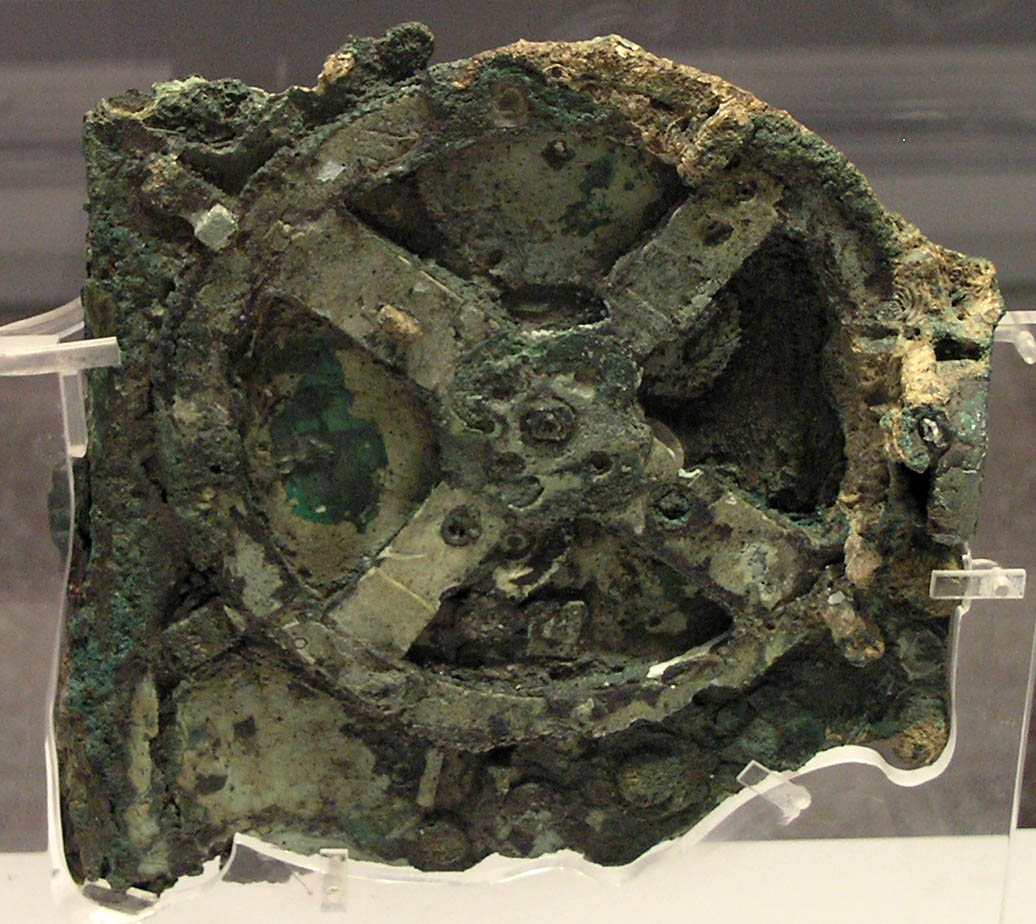
安迪基西拉机械装置（碎片 A – 正面)
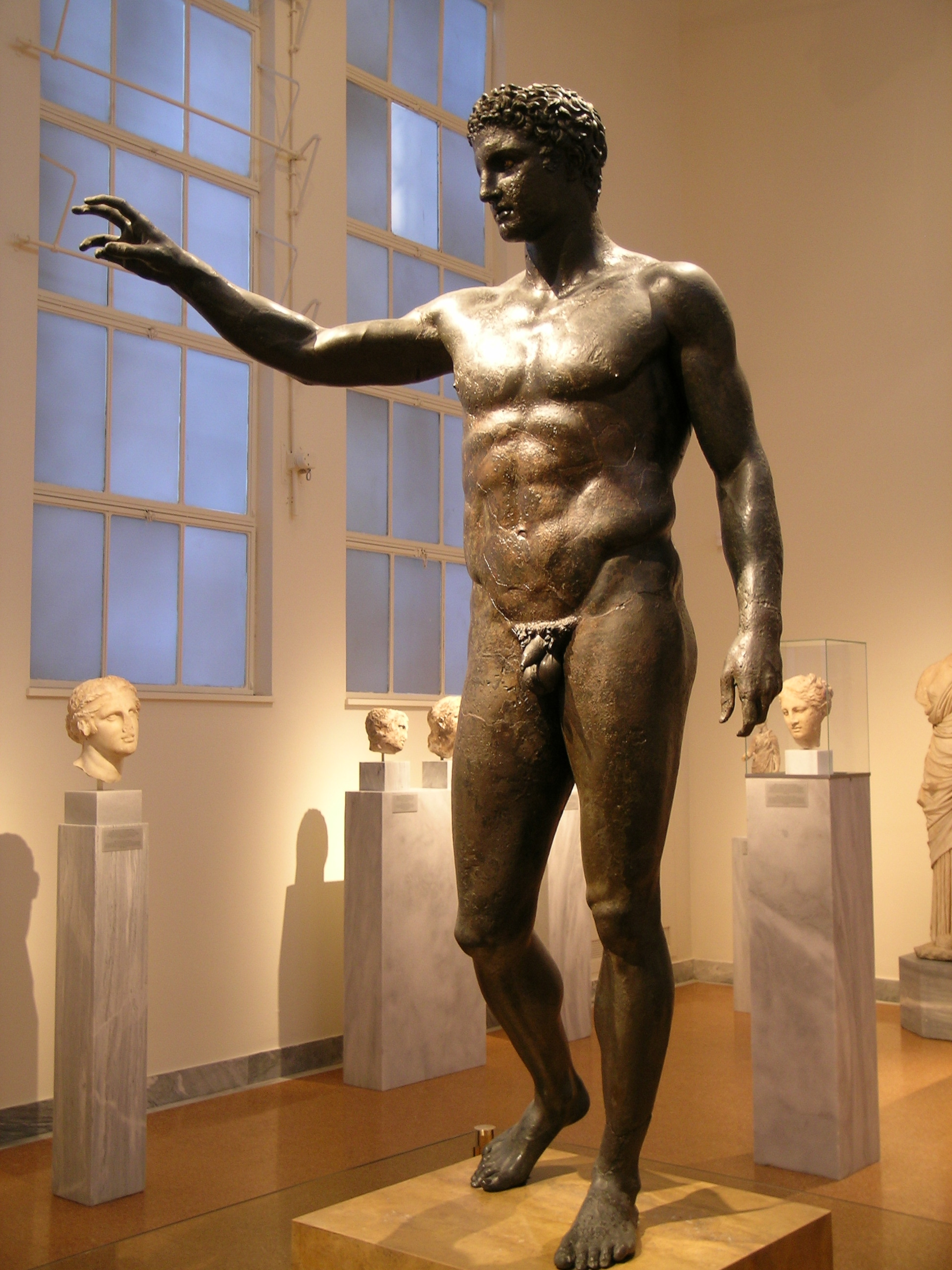
安迪基西拉青年雕塑
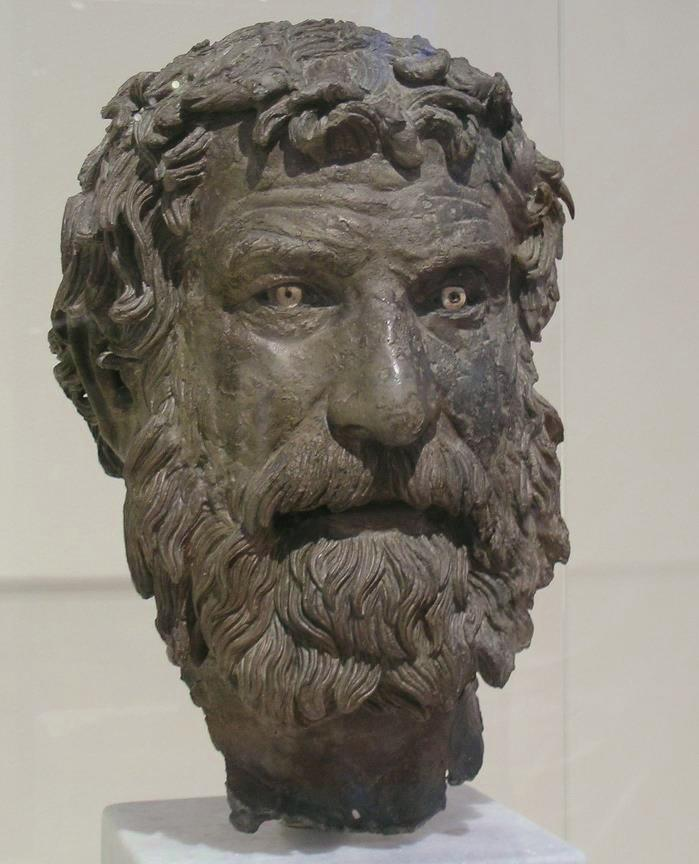
菲勒塔斯头部雕塑
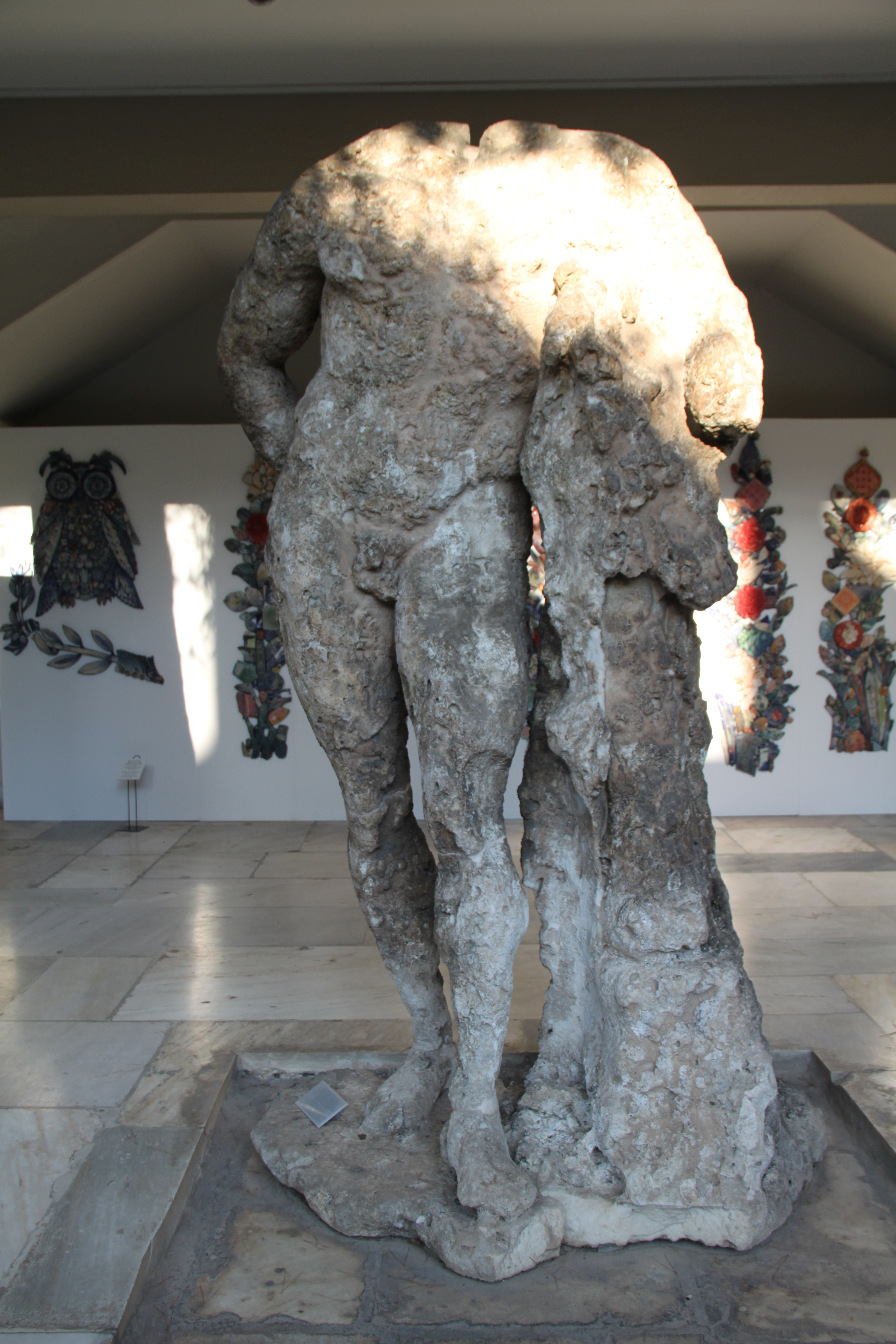
安迪基西拉的赫拉克勒斯雕塑